# Eduard Bruna
Eduard Bruna (* 23. prosince 1946) je český advokát a vysokoškolský učitel. Na Vysoké škole finanční a správní působí též jako děkan a vedoucí katedry veřejného práva.

## Kauza Čunek
Bruna zastupoval Jiřího Čunka v případě údajného braní úplatků. Čunek měl v roce 2002 jako starosta Vsetína převzít úplatek ve výši půl milionu korun. Jediným přímým důkazem však bylo svědectví tehdejší Čunkovy sekretářky Marcely Urbanové. To bylo navíc napadeno jako nevěrohodné vzhledem k době uplynulé od domnělého činu a též jejímu načasování, kdy Čunek je předsedou KDU-ČSL. Trestní stíhání bylo nakonec zastaveno v srpnu 2007.

## Kauza plzeňských práv
Bruna v letech 2006 až 2008 absolvoval doktorské studium na právnické fakultě Západočeské Univerzity a získal titul Ph.D. V roce 2009 mu, v důsledku tzv. kauzy plzeňských práv, hrozilo, že o tento titul přijde. Ve správním řízení mu byla vytýkána především chybějící disertační práce v databázi fakulty a také nedostatečná publikační činnost. Média navíc zmiňovala krátkou dobu studia, které mělo trvat 16 měsíců. Sám Bruna pravdivost této informace zpochybnil. Nedostatky však byly odstraněny, když chybějící práce byla odevzdána a publikační činnost doložena. Správní řízení tak bylo zastaveno.

## Kauza Nagyová
Bruna zastupoval Janu Nagyovou v případě kauzy odposlechů manželky bývalého premiéra Petra Nečase vojenským zpravodajstvím. Ta byla 29. května 2015 nepravomocně zproštěna obvinění.